# دهستان هروز
دهستان هروز نام دهستانی در بخش کوهساران شهرستان راور، استان کرمان در ایران است. براساس سرشماری مرکز آمار ایران در سال ۱۳۸۵، جمعیت آن ۲۴۳۶ نفر (۶۳۸ خانوار) بوده‌است.